# Medal of Honor (2010)
Medal of Honor (укр. Медаль за відвагу) — відеогра жанру шутера від першої особи, що розроблена студіями Danger Close Games і EA Digital Illusions CE та видана компанією Electronic Arts. Вийшла на Microsoft Windows, PlayStation 3 та Xbox 360 у жовтні 2010 року. На відміну від інших ігор серії, дії яких розгорталися під час Другої світової війни, у новій Medal of Honor головним воєнним конфліктом стала війна в Афганістані.
Одиночна кампанія гри використовує вдосконалений рушій Unreal Engine 3, у той час як багатокористувацька гра — рушій Frostbite Engine. І на консолях, і на PC, багатокористувацький режим гри використовує систему виділених серверів. Проте серверні файли не були оприлюднені і доступні лише окремим ігровим провайдерам. Medal of Honor є першою грою у серії, яка отримала рейтинг M від ESRB.
Сіквел, Medal of Honor: Warfighter, який повністю був розроблений студією Danger Close Games, вийшов у жовтні 2012 року.

## Ґеймплей

### Зброя
| Пістолети                                                                                               | Дробовики                             | Пістолети- кулемети        | Штурмові гвинтівки | Кулемети | Снайперські гвинтівки | Гранатомети | Вибухівка             | Холодна зброя |
| --- | ------------------------------------- | -------------------------- | ------------------ | -------- | --------------------- | ----------- | --------------------- | ------------- |
| - M9 | - ТОЗ-1942                            | - P902                     | - M16A42           | - ПКМ    | - Mk. 14 EBR1         | - РПГ-7     | - Граната M67         | - Бойовий ніж |
| - Tariq2                                                                                                | - 870 MCS                             | - MP7A1                    | - АК-47            | - M249   | - M21 Battle Rifle2   | - AT42      | - Димова граната M832 | - Сокирка2    |
| - P2261                                                                                                 | - M10141                              | - M4A1                     | - FN20002          | - M60    | - M821                | - M203      | - C4                  | - Томагавк1   |
| - Glock 191                                                                                             |                                       | - АКС-74у                  | - G3A3             | - M2403  | - M1101               | - ГП-252    | - СВП                 |               |
| |                                       |                            |                    | - РПК3   | - СВД                 | - GL12      |                       |               |
| |                                       |                            |                    |          | - СВ-982              |             |                       |               |
| |                                       |                            |                    |          | - M242                |             |                       |               |
| \| 1 — тільки у одиночній грі \| 2 — тільки у багатокористувацькій грі \| 3 — тільки у PC-версії гри \| |                                       |                            |                    |          |                       |             |                       |               |
| 1 — тільки у одиночній грі                                                                              | 2 — тільки у багатокористувацькій грі | 3 — тільки у PC-версії гри |                    |          |                       |             |                       |               |